# Emerald Lake (Signy Island)
Der Emerald Lake ist ein kleiner See im Westen von Signy Island im Archipel der Südlichen Orkneyinseln. Er liegt rund 1 km südöstlich des Jebsen Point.
Das UK Antarctic Place-Names Committee benannte den See am 20. Dezember 1974 nach seiner für die Gewässer auf Signy Island einmaligen smaragdgrünen Farbe.